# Ctenomys budini
El tuco-tuco de Budin (Ctenomys budini) es una especie de roedor del género Ctenomys de la familia Ctenomyidae, cuyos integrantes son denominados comúnmente tuco-tucos, tucu-tucus u ocultos. Habita en el noroeste del Cono Sur de Sudamérica.

## Taxonomía
Esta especie fue descrita originalmente en el año 1913 por el zoólogo británico Oldfield Thomas.
Localidad tipo
La localidad tipo referida es: “Cerro de Lagunita, al este de Maimará, 4500 msnm, Jujuy, Argentina”.
Etimología
El término específico es un topónimo epónimo que refiere al apellido de la persona a quien fue dedicada, uno de los colectores de Thomas, el argentino Emilio Budin.
Subespecies
Se ha dividido a esta especie en 2 subespecies: 
- Ctenomys budini barbarus Thomas, 1921
- Ctenomys budini budini (Thomas, 1913)

## Distribución geográfica y hábitat
Esta especie de roedor es endémica del sudeste de la provincia de Jujuy, noroeste de la Argentina.